# Élan vital
Élan vital es un concepto introducido por el filósofo francés Henri Bergson en 1907 en su libro La evolución creadora. Se trataría de una fuerza hipotética que causa la evolución y desarrollo de los organismos, la cual Bergson relacionó estrechamente con la conciencia.
Élan vital fue traducido en la edición inglesa como vital impetus, pero sus detractores lo traducen generalmente como vital force (fuerza vital). También se lo considera una transcripción literal de lo que el filósofo estadounidense Ralph Waldo Emerson llamó vital force.

## Precursores
Se pueden encontrar distantes anticipaciones a Bergson en el trabajo del filósofo estoico precristiano Posidonio, quien postuló una "fuerza vital" emanada por el sol a todas las criaturas vivientes en la superficie de la Tierra, y también en la de Zenón de Elea. El concepto de élan vital también es similar al concepto de Arthur Schopenhauer de la "voluntad de vivir" y al sánscrito āyus o "principio de vida". 

## Influencias
El filósofo francés Gilles Deleuze intentó retomar la novedad de la idea de Bergson en su libro Bergsonism, aunque el término mismo sufrió cambios sustanciales por parte de Deleuze. Ya no se lo considera una fuerza mística y evasiva que actúa sobre la materia bruta, como lo fue en los debates vitalistas de finales del siglo XIX. Élan vital en las manos de Deleuze denota una fuerza interna, una sustancia en la que la distinción entre materia orgánica e inorgánica es indiscernible, y la aparición de la vida indecidible.
La noción de élan vital tuvo una influencia considerable en el psiquiatra y fenomenólogo Eugène Minkowski y su propio concepto de un élan personal, el elemento que nos mantiene en contacto con un sentimiento de vida (y se pierde en el autismo).
El ejército francés incorporó la doctrina del élan vital en su pensamiento durante el período previo a la Primera Guerra Mundial al argumentar que el espíritu de los soldados individuales era más importante para la victoria que las armas.
El historiador británico Arnold Toynbee considera el élan una fuerza indispensable y decisiva para el proceso de crecimiento de las civilizaciones, desarrollado en su Estudio de la Historia (especialmente en el volumen III).

## Críticas
El consenso general de los genetistas es que no encuentran ninguna "fuerza vital" más allá de la matriz organizativa contenida en los genes mismos, según R.F. Weir. El biólogo y humanista secular británico Julian Huxley afirmó duramente que el impulso vital  de Bergson no era una mejor explicación de la vida que explicar el funcionamiento de un motor de ferrocarril por su locomotif élan ( "fuerza motriz locomotora"). La misma supuesta falacia epistemológica se parodia en El enfermo imaginario de Molière, donde un charlatán "responde" a la pregunta "¿Por qué el opio causa sueño?" con "Por su poder soporífero". Sin embargo, Huxley usó el término élan vital en un sentido más metafórico: 

"Cuando estuve por última vez en Nueva York, salí a caminar, dejando la Quinta Avenida y la sección de negocios detrás de mí, en las calles llenas de gente cerca de Bowery. Y mientras estaba allí, tuve una repentina sensación de alivio y confianza. Allí estaba el "élan vital" de Bergson: había asimilación causando que la vida ejerciera tanta presión, aunque encarnada aquí en forma de hombres, como lo había hecho en el primer año de la evolución: allí estaba la fuerza impulsora del progreso"
lectura 1, n.p.,

El autor y popular teólogo CS Lewis rechazó el concepto de Bergson en su ensayo The Weight of Glory afirmando "... incluso si toda la felicidad que prometieron pudiera llegar al hombre en la tierra, aun así cada generación la perdería con la muerte, incluida la última generación de todas, y toda la historia no sería nada, ni siquiera una historia, por los siglos de los siglos. De ahí todo el sinsentido que el Sr. Shaw pone en el discurso final de Lilith, y la observación de Bergson de que el élan vital es capaz de superar todos los obstáculos, tal vez incluso la muerte, como si pudiéramos creer que cualquier desarrollo social o biológico en este planeta puede retrasar la senilidad del sol o revertir la segunda ley de la termodinámica".